# Taba Tengah (Selangit)
Taba Tengah is een bestuurslaag in het regentschap Musi Rawas van de provincie Zuid-Sumatra, Indonesië. Taba Tengah telt 1044 inwoners (volkstelling 2010).